# Gikomero (Sektor)
Gikomero (Kinyarwanda Umurenge wa Gikomero) ist einer von 15 Sektoren im Distrikt Gasabo in der Hauptstadt Kigali in Ruanda.

## Geographie
Gikomero hat eine Fläche von 35,1 km². Der Sektor unterteilt sich in die fünf Zellen Gasagara, Gicaca, Kibara, Munini und Murambi. Der Verwaltungssitz befindet sich in Munini. Nachbarsektoren sind im Norden Bukure, im Osten Fumbwe, im Süden Rusororo, im Südwesten Ndera, im Westen Bumbogo und im Nordwesten Rutunga. Gikomero liegt im Norden am Muhazi-Stausee.

## Bevölkerung
Nach der Volkszählung von 2022 betrug die Einwohnerzahl 19.630 Einwohner. Zehn Jahre zuvor waren es 16.625, was einer jährlichen Bevölkerungszunahme von 1,7 Prozent zwischen 2012 und 2022 entspricht.